# Ōinomikado Yoshimune
Ōinomikado Yoshimune (大炊御門良宗, [[[1260]] -1307] Erro: {{japonês}}: texto da transliteração contém caractere não latino (pos 18) (ajuda)) foi um nobre do período Kamakura da história do Japão.

## Vida
Yoshimune foi o filho mais velho de Nobutsugu.

## Carreira
Yoshimune serviu durante os reinados dos Imperadores:  Kameyama (1268 a 1274), Go-Uda (1274 a 1287); Fushimi (1287 a 1298); Go-Fushimi (1298 a 1301); Go-Nijo (1301 a 1307).
Yoshimune ingressou na Corte em 1268, no governo do Imperador Kameyama, sendo designado para o Kurōdodokoro.
Em 1273 Yoshimune foi nomeado Tosa Kenkai (governador da província de Tosa). Em  29 de janeiro de 1277 já no governo do  Imperador Go-Uda passa a servir como  Kenkai Mutsu (governador da província de Mutsu) e em 24 de janeiro de 1279 serve como Mino Gonmori (governador da província de Mino). 
O excesso de familiares do Sekkan que deveriam entrar para o ministério o impediram Yoshimune de prosperar, apenas em 02 de setembro de  1286, se tornou Chūnagon no governo do Imperador Fushimi. E em 22 de novembro de 1302 foi promovido a Dainagon no governo do Imperador Go-Nijo e em 1303 passa a servir como Nakamiya Dayu (chūgū daibu, inspetor-chefe dos quartos do palácio) ligado ao Ministério do Interior. Cargo em que permaneceu até sua morte prematura em 1307.